# 2837 Griboedov
2837 Griboedov eller 1971 TJ2 är en asteroid i huvudbältet som upptäcktes den 13 oktober 1971 av den ryska astronomen Ljudmjla Tjernych vid Krims astrofysiska observatorium på Krim. Den har fått sitt namn efter den ryske diplomaten och författaren Aleksandr Gribojedov.
Asteroiden har en diameter på ungefär tolv kilometer och den tillhör asteroidgruppen Koronis.